# Oriolus decipiens
Oriolus decipiens là một loài chim trong họ Oriolidae.